# Право на опір

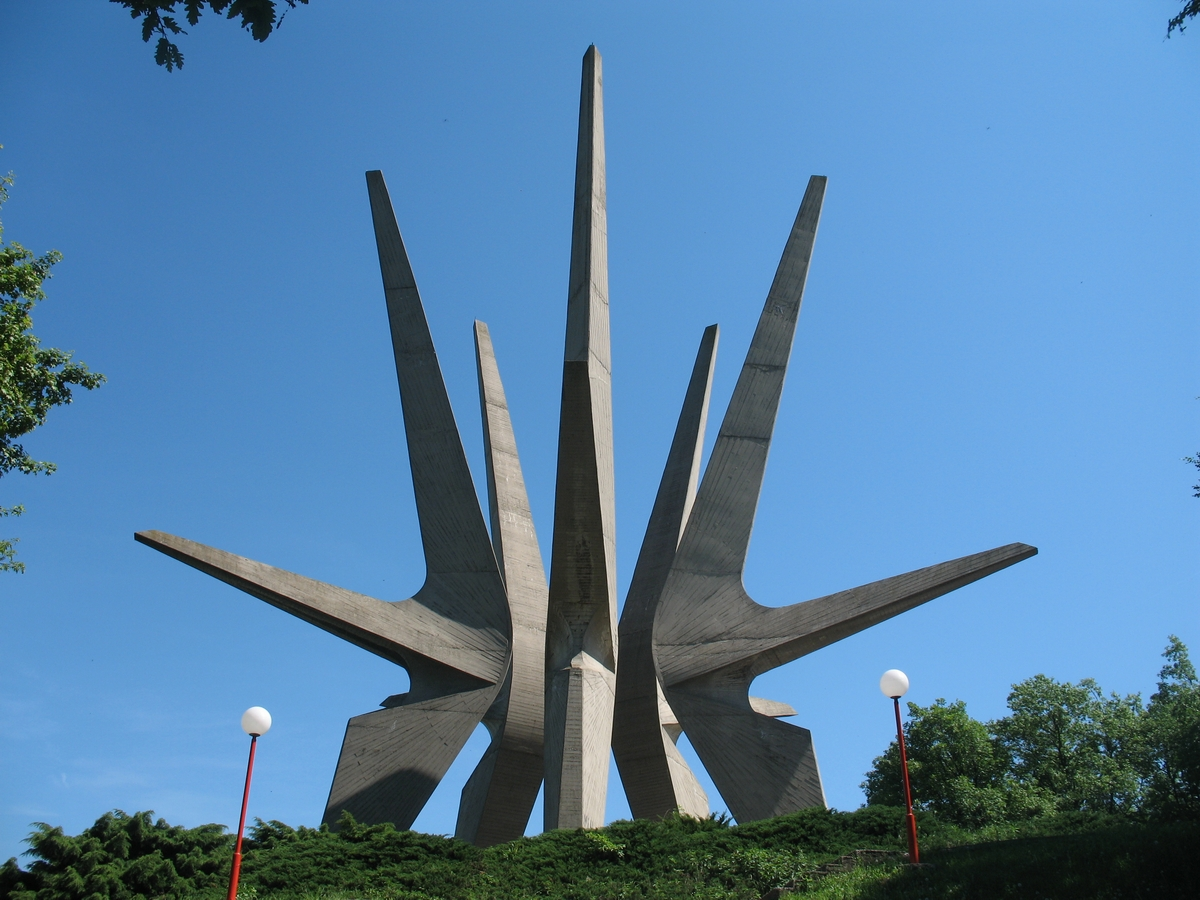
Меморіал югославським партизанам у Сербії, «інтуїтивний випадок опору».

Право на опір є майже загальновизнаним правом людини, хоча його обсяг і зміст є суперечливими. Право на опір, залежно від того, як воно визначається, може набувати форми громадянської непокори або збройного опору проти тиранічного уряду чи іноземної окупації; чи поширюється воно також на нетиранічні уряди - питання спірне. Хоча Герш Лаутерпахт, один з найвидатніших юристів, назвав право на опір найвищим правом людини, позиція цього права в міжнародному законодавстві з прав людини є хиткою і рідко обговорюється. Сорок дві країни прямо визнають конституційне право на опір, як і Африканська хартія прав людини і народів.

## Історія
За словами філософа Хайнера Білефельдта, «питання легітимності опору, в тому числі насильницького, встановленій владі настільки ж давнє, як і сама політична та соціальна думка». Право на опір було закодовано в ранніх версіях міжнародного права та в різноманітних філософських традиціях. Підтримку права на опір можна знайти в давньогрецькій доктрині тираноборства, включеній до римського права, а також у концепціях єврейської Біблії, джихаду в мусульманському світі, мандату Неба в династичній китайській політичній філософії та в усних традиціях країн Африки на південь від Сахари . Історично західні мислителі розрізняли деспотів і тиранів, дозволяючи опір лише останнім, оскільки ці правителі порушували фундаментальні права на додаток до відсутності народної легітимності. Деякі мислителі, включаючи Канта і Гоббса, повністю відкидали існування права на опір. Джон Локк визнавав його лише для захисту власності. Погляди на те, чи виходить право на опір за рамки відновлення статус-кво або захисту конституційного ладу, різняться. Марксисти пішли ще далі, ніж автори Французької революції, підтримуючи опір зміні встановленого порядку; Мао Цзедун говорив, що «правильно повставати проти реакціонерів».
Мандат Спеціального доповідача Організації Об'єднаних Націй з питань правозахисників виключає будь-кого, хто не використовує виключно мирні засоби, незалежно від тяжкості порушення прав. На думку Шеннонбрук Мерфі, відсутність поваги до права на опір дисонує з тією реальністю, що сама Організація Об'єднаних Націй і вся архітектура прав людини могли б не існувати, якби їхні прихильники не вдалися до застосування сили проти держав Осі. Крім того, Мерфі стверджує, що це правило є несправедливим по відношенню до правозахисників, які опинилися в найгірших ситуаціях, і ця дія «призвела до викривленої ситуації, коли міжнародне право в галузі прав людини фактично відмовляється від більшості людей, які стикаються з серйозними або масовими порушеннями прав людини».  У 1964 році Нельсон Мандела у своїй промові «Я готовий померти» захищав застосування насильства в боротьбі проти апартеїду.  За словами політичного філософа Гвіліма Девіда Бланта, «право на опір є необхідною частиною політичної концепції прав людини». Без нього права були б лише привілеями, але право на опір забезпечує «остаточний засіб захисту від порушень прав людини».

## Кейси

### Опір проти тероризму
Національно-визвольні рухи, що використовують насильство, як це було в Алжирі, Палестині та Ірландії, часто викликають неоднозначну реакцію, від засудження як тероризму до твердження, що іноді сила необхідна для опору гнобленню. Політичний теоретик Крістофер Фінлі написав книгу, засновану на теорії справедливої війни, в якій пояснює, коли, на його думку, збройний опір є виправданим. Конкретним прикладом є право палестинців чинити опір ізраїльській окупації палестинських територій, яке Ізраїль заперечує.

### Контртероризм і опір
Особливо після терактів 11 вересня, державні контртерористичні стратегії включали заборону багатьох організацій як терористичних, навіть якщо вони могли розглядатися як такі, що здійснюють законне право на опір відповідно до міжнародно визнаних принципів. Зокрема, держави, які забороняють організації, що виступають проти цих держав, створюють високий ризик відмови у праві на опір. Марк Мюллер, королівський адвокат, посилається на Закон про тероризм 2000 року у Сполученому Королівстві як на закон, який потенційно може охопити будь-яку недержавну організацію, що здійснює збройну кампанію, і який не містить жодних винятків для законного здійснення самовизначення або боротьби проти недемократичного і репресивного режиму. Щоб уникнути проблеми конкуруючих правових рамок, які по-різному оцінюють дії, Георг Геск пропонує, щоб антитерористичні закони зосереджувалися на явно злочинних діях, які не можуть бути виправдані незалежно від причини, в той час як насильницький опір проти нібито несправедливої держави не повинен розглядатися як тероризм, якщо це не доведено.

### Глобальна бідність і несправедливість
Хоча політичні теоретики обговорюють, які зобов'язання мають багаті у світлі глобальної бідності та несправедливості, вони менше замислювалися над тим, що мають право робити жертви цих режимів для досягнення справедливості. На думку політичного теоретика Саймона Кейні, пригноблені мають право чинити опір глобальній несправедливості; «брати участь у діях, які трансформують основні соціальні, економічні та політичні структури, що увічнюють несправедливість, з метою досягнення більшої справедливості в майбутньому». Ґрунтуючись на принципі необхідності, Кейні стверджує, що деякі люди мають право на прямі дії для негайного покращення свого рівня життя. Він наводить такі приклади, як ухилення від прикордонного контролю, крадіжка необхідних продуктів харчування, ліків чи енергії, які вони не можуть собі дозволити, та порушення права інтелектуальної власності. Другий тип опору включає спроби змінити несправедливі глобальні системи для досягнення більшої справедливості; він наводить окупацію земель, обструкцію та блокаду, наприклад, для захисту навколишнього середовища, саботаж, відмову платити борги, масові заворушення та повстання, як, наприклад, Гаїтянська революція або антиколоніальні війни. Блант стверджує, що бідні люди на Глобальному Півдні мають право чинити опір своєму становищу, іммігруючи на Глобальну Північ, навіть всупереч закону; він порівнює це з правом рабів чинити опір, тікаючи від своїх господарів.

## Правові положення
Загальноприйнятого юридичного визначення права не існує. Спираючись на Тоні Оноре, Мерфі припускає, що «право на опір - це право, за певних умов, здійснювати дії, спрямовані на соціальні, політичні або економічні зміни, включаючи в деяких випадках право на вчинення дій, які за звичайних обставин були б незаконними». Це право може здійснюватися індивідуально або колективно, варіюється від повалення системи до більш обмежених цілей і охоплює всі незаконні дії - від громадянської непокори до насильницького опору. Це право залежить від того, чи є воно необхідним і пропорційним для досягнення мети, сумісної з міжнародним правом у галузі прав людини, і не може виправдовувати порушення прав інших осіб.

### Міжнародне право
У міжнародному праві право на опір тісно пов'язане з принципом самовизначення. Широко визнано, що право на самовизначення виникає в ситуаціях колоніального панування, іноземної окупації та расистських режимів, які відмовляють частині населення в політичній участі. Згідно з міжнародним правом, держави не можуть застосовувати силу проти законного здійснення самовизначення, в той час як ті, хто прагне самовизначення, можуть використовувати військову силу, якщо немає іншого способу досягти своїх цілей. Фаєз Сайєг виводить право на опір з визнання Статутом Організації Об'єднаних Націй невід'ємного права на національну самооборону перед обличчям агресії. Ґрунтуючись на Статуті, Резолюція Генеральної Асамблеї Організації Об'єднаних Націй 1970 року № 2625 прямо підтримала право на опір «підданню народів іноземному поневоленню, пануванню та експлуатації». Виходячи з цього, багато вчених стверджують, що право на опір існує у звичаєвому міжнародному праві, коли йдеться про самовизначення.
Деякі вчені стверджують, що право на опір гнобленню міститься в Міжнародному біллі про права людини. У преамбулі Загальної декларації прав людини зазначається, що «оскільки необхідно, щоб права людини не були примушені вдаватися, як до останнього засобу, до повстання проти тиранії та гноблення, права людини охоронялися верховенством закону», автори декларації, однак, мали намір виключити право на опір Європейські та міжамериканські регіональні договори з прав людини не включають право на опір.
Стаття 20(2) Африканської хартії прав людини і народів стверджує, що «колонізовані або пригноблені народи» мають право «звільнитися від уз панування, вдаючись до будь-яких засобів, визнаних міжнародним співтовариством». В інших договорах з прав людини подібних положень немає. Мерфі припускає, що окрім іноземного вторгнення та окупації, «народи, які стикаються з масовими порушеннями, що становлять злочини проти людяності або геноцид, державні перевороти або інше неконституційне правління, можуть мати на це право». Переглянута Арабська хартія з прав людини 2004 року, але не її попередниця 1994 року, надає беззастережне «право на опір іноземній окупації».

### Конституції
Право на опір було надано Великою хартією вольностей   і є одним з центральних елементів Декларації прав людини і громадянина, виданої під час Французької революції 1791 року. Це положення включено до преамбули Конституції Франції 1958 року. Станом на 2012 рік 42 країни визнають право на опір у своїх конституціях і ще три раніше визнавали таке право. Більшість з цих країн розташовані в Латинській Америці, Західній Європі або Африці. Більшість положень були прийняті в чотири хвилі: «революційна республіканська, постфашистська, постколоніальна та пострадянська».[39] У Латинській Америці такі конституційні положення зазвичай приймалися після державних переворотів, в той час як в інших країнах ці положення були задумані як далекоглядний захід проти відступу від демократії.
Філософська основа конституційного права на опір відрізняється: в одних випадках воно ґрунтується на природному праві, в інших - зобов'язує громадян вживати заходів проти неконституційного захоплення влади, а в третіх - дозволяє діяти проти втручання держави в індивідуальні права громадян. Існують також розбіжності в тому, чи розглядається право на опір як необов'язкове, чи як обов'язок громадян. Закони різняться за сферою застосування: деякі з них надають право чинити опір незаконному державному перевороту чи іноземній агресії, в той час як інші є ширшими та охоплюють також і випадки порушень прав людини та інші утиски.
Конституційне право на опір, встановлене революційними урядами, пізніше може бути використане опонентами цих режимів. У 1953 році Фідель Кастро був заарештований за напад на казарми Монкада. У своїй захисній промові «Історія виправдає мене» він послався на «загальновизнаний принцип» і конституційне право Куби на опір.

Право на опір, надане в пункті 4 статті 20 Основного закону, є частиною ліберально-демократичного основного порядку Федеративної Республіки Німеччина і вважається правом, яке прирівнюється до основного права. Це право було запроваджене в рамках Надзвичайних законів ФРН 1968 року і дозволяє кожному німцеві чинити опір будь-кому, хто намагається скасувати конституційні принципи (статті 1-20 GG), якщо немає інших засобів правового захисту. Перш за все, він спрямований проти самих конституційних інституцій, які намагаються скасувати існуючий конституційний лад за допомогою політичних рішень. Це ґрунтується на усвідомленні того, що конституційні інституції можуть діяти неконституційно, навіть якщо вони діють на підставі закону (захоплення влади нацистами за допомогою Уповноважуючого закону 1933 року). Право на опір є результатом тривалого історичного розвитку, який, базуючись на абсолютистському або юридичному позитивізмі, припускав, що дії держави ніколи не можуть бути помилковими: «Король не може чинити неправильно». Будь-які кримінальні злочини та інші порушення прав виправдовуються правом на опір. Однак той, хто чинить опір, повинен завжди використовувати найм'якші засоби, якщо це можливо. Таке конституційне регулювання не дуже поширене у світі.

Конституційне право на опір за країнами, темно-червоний (поточний) світло-червоний (колишній)

У 2021 році Верховний касаційний суд Італії скасував вирок двом мігрантам у справі Vos Thalassa за протест на борту судна Vos Thalassa в липні 2018 року, під час якого вони чинили опір поверненню до Лівії через ризик катувань і жорстокого поводження в цій країні[47].

1. ↑  Blunt, 2018, 20.
2. 1 2 3 4 5 6  Bielefeldt, Heiner (2003). "The Right to Resist". International Handbook of Violence Research. Springer Netherlands. pp. 1097–1111. ISBN 978-0-306-48039-3.
3. 1 2 3 4 5 6 7 8 9 10 11 12 13 14 15  Murphy, Shannonbrooke (2012). "The Right to Resist Reconsidered". In Keane, David; McDermott, Yvonne (eds.). The Challenge of Human Rights: Past, Present and Future. Edward Elgar Publishing.
4. ↑  Turchetti, Mario (2006). "Droit de Résistance, à quoi ? Démasquer aujourd'hui le despotisme et la tyrannie" [The Right to Resist What? Defining Despotism and Tyranny Today]. Revue historique (in French). 640 (4): 831–871.
5. ↑  Douzinas, Costas (2014). "Philosophy and the right to resistance". The Meanings of Rights: The Philosophy and Social Theory of Human Rights. Cambridge University Press. pp. 85–105.
6. 1 2 3 4 5 6 7 8 9 10  Ginsburg, Tom; Lansberg-Rodriguez, Daniel; Versteeg, Mila (2012–2013). "When to Overthrow Your Government: The Right to Resist in the World's Constitutions". UCLA Law Review. 60: 1184.
7. 1 2  Blunt, Gwilym David (2018). "Illegal Immigration as Resistance to Global Poverty". Raisons Politiques. 69 (1): 83–99.
8. 1 2  Finlay, Christopher J. (2015). Terrorism and the Right to Resist: A Theory of Just Revolutionary War. Cambridge University Press.
9. ↑  Francis, Sahar (2014). "Status of Palestinian Prisoners in International Humanitarian Law". Journal of Palestine Studies. 43 (4): 39–48.
10. 1 2 3  Muller, Mark (2008). "Terrorism, Proscription and the Right to Resist in the Age of Conflict". Denning Law Journal. 20: 111–131.
11. ↑  Gesk, Georg (2012). "Right to Resistance and Terrorism – the Example of Germany". German Law Journal. 13 (9): 1075–1094.
12. 1 2  Caney, Simon (2020). "The Right to Resist Global Injustice". The Oxford Handbook of Global Justice. Oxford University Press. ISBN 9780198714354.
13. ↑  Blunt, Gwilym David (2018). "Illegal Immigration as Resistance to Global Poverty". Raisons Politiques. 69 (1): 83–99. doi:10.3917/rai.069.0083. S2CID 150289731.
14. ↑  Sayegh, Fayez A. (1965). Zionist Colonialism in Palestine (PDF). Research Center-Palestine Liberation Organization.
15. 1 2  Murphy, Shannonbrooke (2011). "Unique in international human rights law : article 20(2) and the right to resist in the African Charter on Human and Peoples' Rights". African Human Rights Law Journal. 11 (2): 465–494. hdl:10520/EJC51954.
16. ↑  Blankennagel, Alexander (2004). Verfassungen im Diskurs der Welt (in German). Tübingen: Mohr Siebeck. p. 345. ISBN 3-16-148361-8.